# 寰宇殯儀館
寰宇殯儀館為香港主要的殯儀館之一，位於九龍紅磡暢行道6號。香港政府市政局成立時定位為香港唯一的公眾殯儀館，及後是香港唯一由食物環境衞生署招標經營的殯儀館。上一期招標經營的服務提供者福澤殯儀館合約已於2017年3月31日屆滿，殯儀館會關閉一年進行維修工程，2018年重新公開招標，由東華三院投得由2018年11月起共5年的營運權，命名為「寰宇殯儀館」，2019年3月正式啟用，2024年再次由東華三院投得為期5年營運權，2024年3月1日起暫停營業進行維修，2024年5月重開。

## 公眾殯儀館的設立
紅磡市立殯儀館原為1978年6月7日落成啟用的市政局紅磡公眾殯儀廳，耗資1,250萬港元，為香港政府設立公眾殯儀廳，當局於1983年更名為紅磡市立殯儀館現名，並頒布《公眾殯儀廳指定令》指定為唯一的公眾殯儀廳，館內設有3個儀式禮堂，免費供死者家屬作「惜別亭」之用。

## 招標經營
由於殯儀館的使用率偏低，政府認為以公開投標方式，外判予私營機構經營，更符合成本效益。2001年，當局正式進行公開招標，並規定中標者須為社會福利署或其他機構轉介的清貧家庭，提供每次收費不超過11070元的廉價殯儀服務。政府於2002年起把殯儀館服務外判，由經營棺材生意的李誠與生意伙伴合作，以約2000萬元投得，並正式易名為永恆殯儀館，而《公眾殯儀廳指定令》亦因此廢止。
2006年12月11日，永恆殯儀館被鄰近的世界殯儀館以9120萬港元奪得由2007年起的5年經營權，並於3月21日易名為世盛殯儀館，香港殯儀業界擔心出現壟斷。競爭政策諮詢委員會其後進行調查，認為本港尚有五家殯儀館，由世界殯儀館以外的服務供應商營運，世界殯儀館仍須面對競爭，並無壟斷市場。
2012年2月10日，省港澳陵園禮儀有限公司投得殯儀館的5年經營權，隨後殯儀館易名為福澤殯儀館並於同年4月1日開始經營。與前兩次公開招標不設底價比較，食物環境衛生署設立比5年前世盛殯儀館中標價9120萬為高的1.2億底價，中標價2.78億萬比底價高出1倍，10年間升幅近14倍。殯儀業商會等召開聯合記者會稱在開標結果後全港多間私營殯儀館在四月後相繼加價，其中有殯儀館房價加幅超出五成。他們認為業界指食環署主動將標價提高到1.2億元，無異是主動抬高殯儀館收費。他們稱綜援人士約1萬多元殮葬津貼，只能應付由醫院殮房直接「上山」的費用；又要求當局改變投標政策，令費用維持在合理水平。
2017年3月28日，福澤殯儀館提早於當天下午結業。
另外，食環署在殯儀館一樓亦設有辦事處，負責處理先人骸骨遷葬或移民的事項。

## 遺體調亂事件
2020年5月18日，寰宇殯儀館職員疑未有核對好遺體的資料，誤將兩具長者遺體對調，原本應土葬的遺體被錯誤送往火化，令雙方家屬遭受二次傷害。其間「火葬」的先人設靈前，疑殯儀館職員調錯遺體，造成「土葬」先人遺體遭領錯及火化。及後，本應為「土葬」的先人家屬，設靈時發現遺體是陌生人而非其離世親人，因而揭發事件，職員立即報警。業內人士指事件罕見，因遺體配有識別手帶，土葬或火化前均要多次核實資料，估計今次嚴重疏忽至少要犯下2個錯誤，包括職員未有核對好資料、家人疑草草認屍肇禍。東華三院指感到非常痛心，向先人及家屬表示萬分歉意，並即時停止涉及事故員工的殮房工作。

## 歷史名稱

### 公眾殯儀館時期
- 市政局紅磡公眾殯儀廳（Urban Council Hung Hom Public Funeral Hall，1978年6月7日—1983年）
- 紅磡市立殯儀館（Hung Hom Public Funeral Parlour，1983年—2002年）

### 政府招標經營時期
紅磡市立殯儀館在2002年後，作為政府資產的名稱維持，作為殯儀服務提供場地的名稱則隨經營權易手而改换；招標經營期為5年，經營者及更名情況如下：
- 永恆殯儀館（Perpetual Funeral Parlour，2002年2月1日—2007年1月31日，永恒殯儀有限公司經營）
- 世盛殯儀館（Sai Sing Funeral Parlour，2007年3月1日—2012年2月29日，世界殯儀舘有限公司經營）
- 福澤殯儀館（Grand Peace Funeral Parlour，2012年4月1日—2017年3月28日，省港澳陵園禮儀有限公司經營[14]）

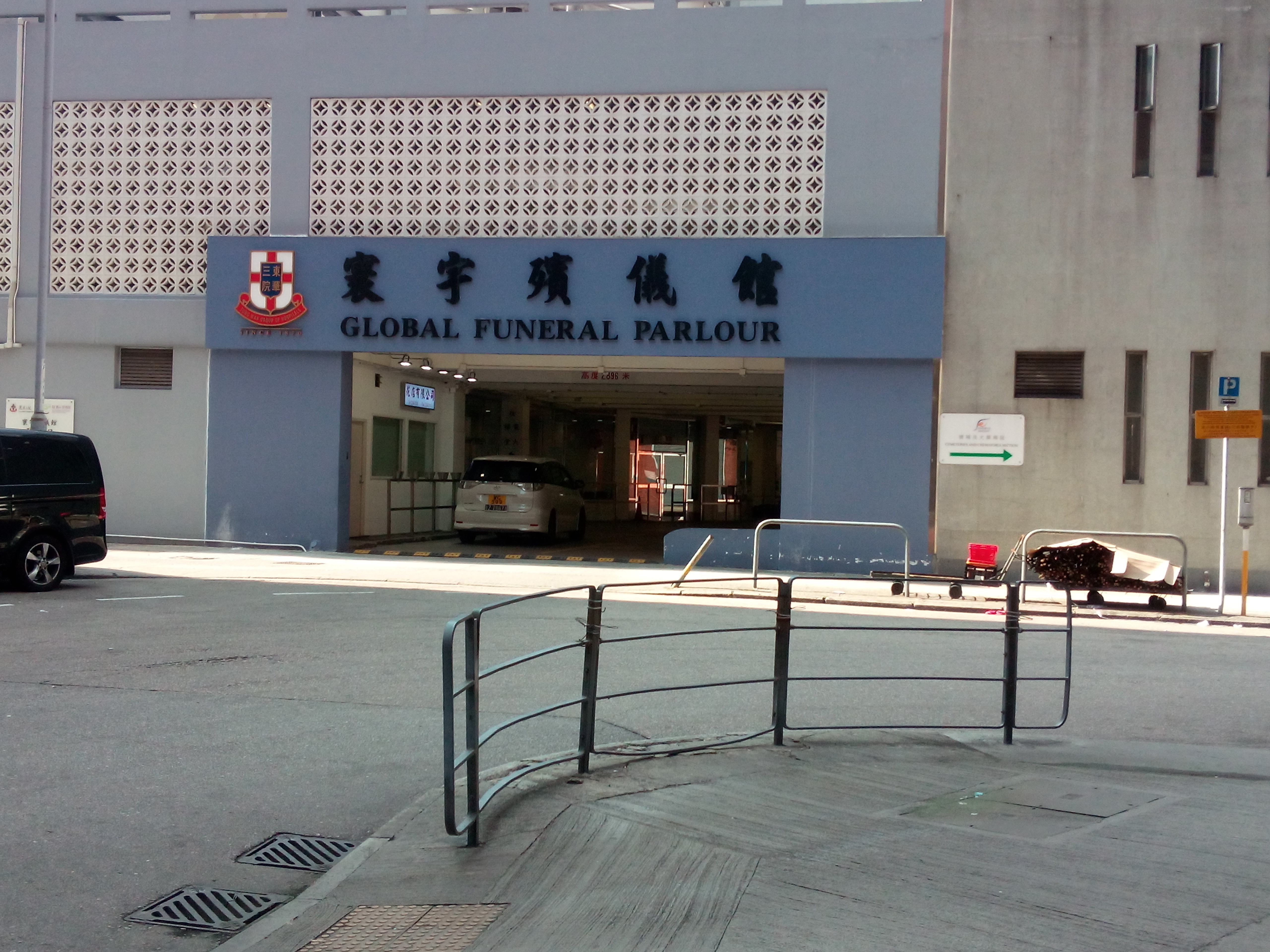
寰宇殯儀館的大門

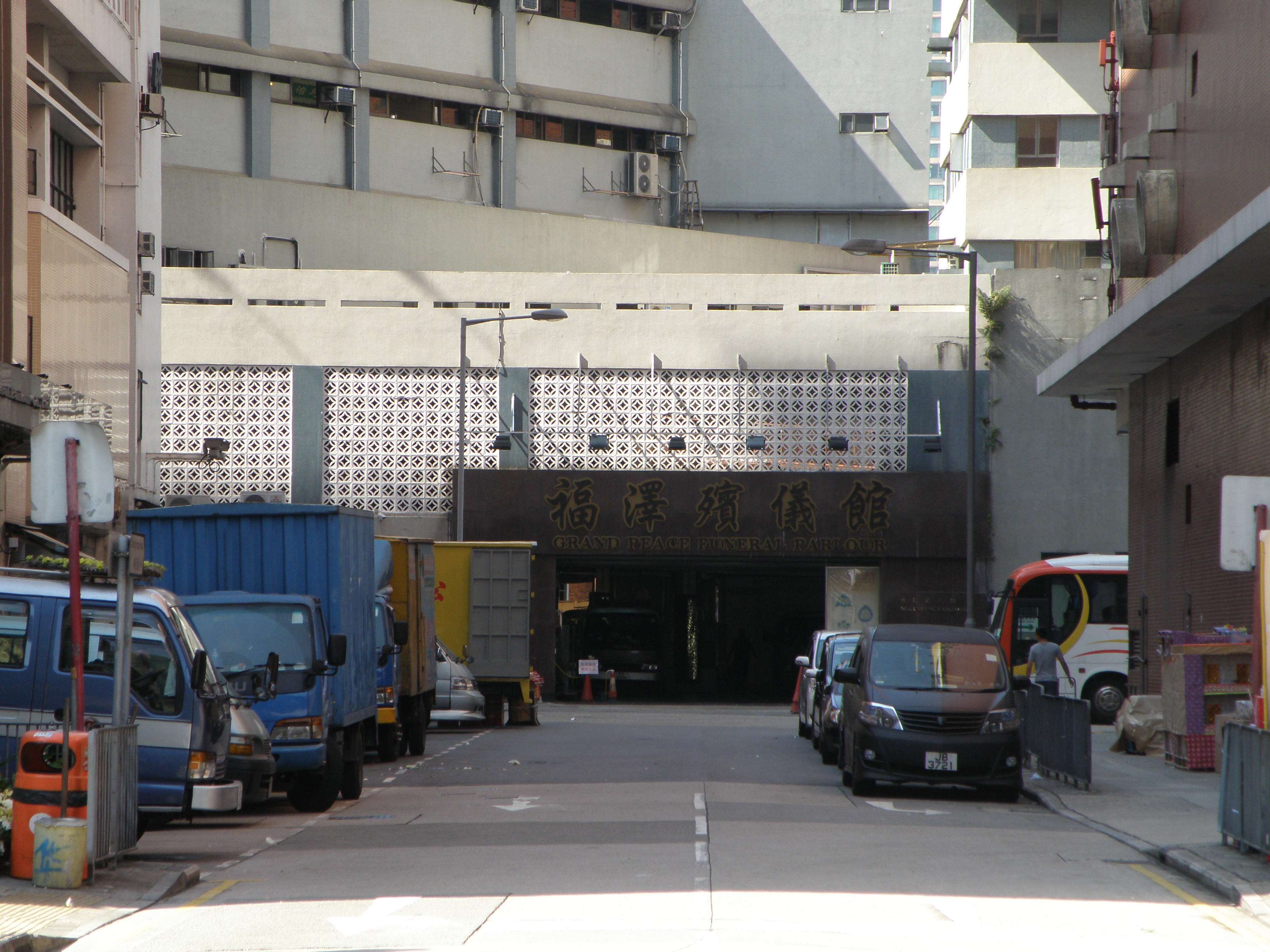
福澤殯儀館營運時的大門

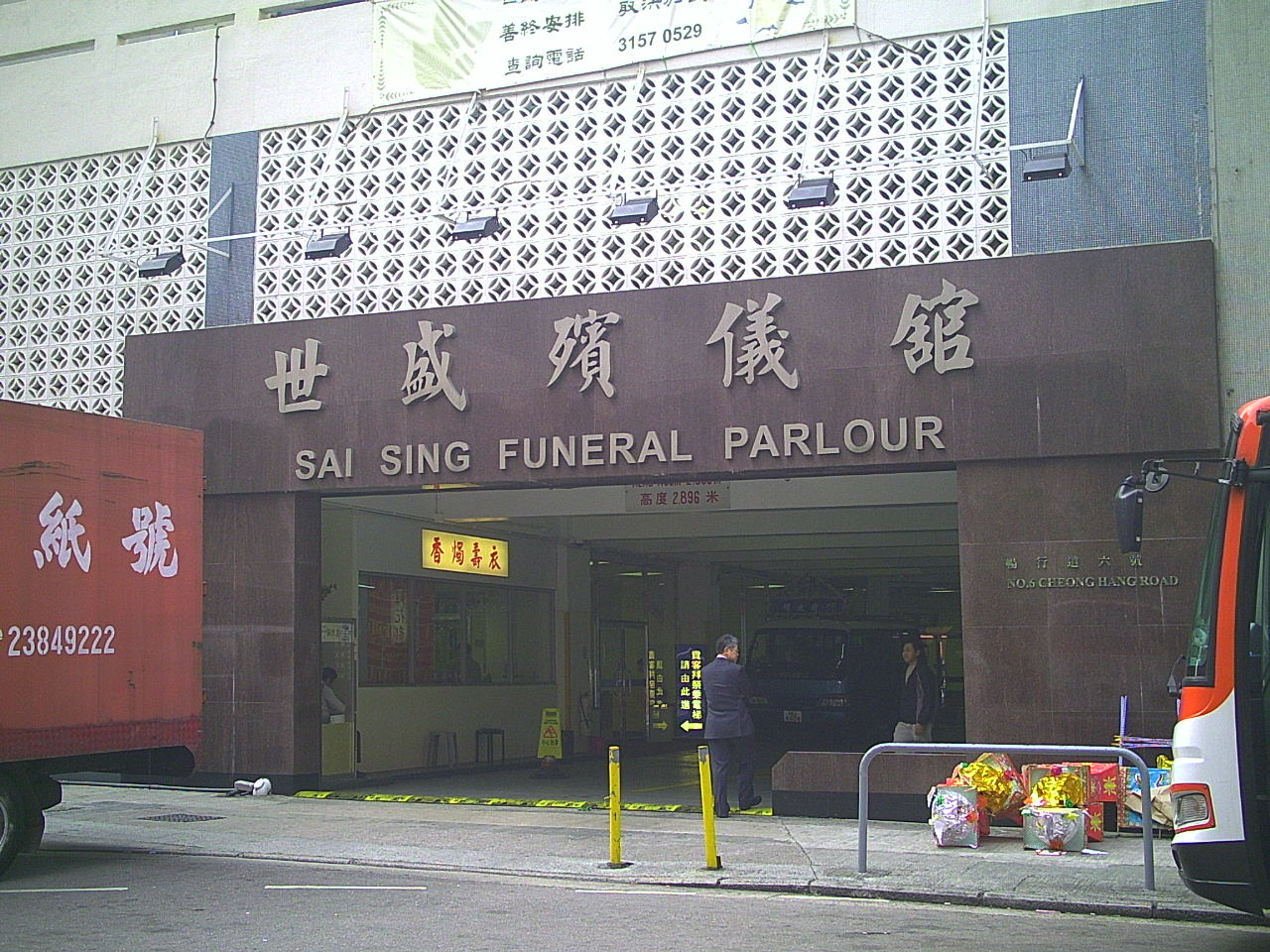
世盛殯儀館營運時的大門

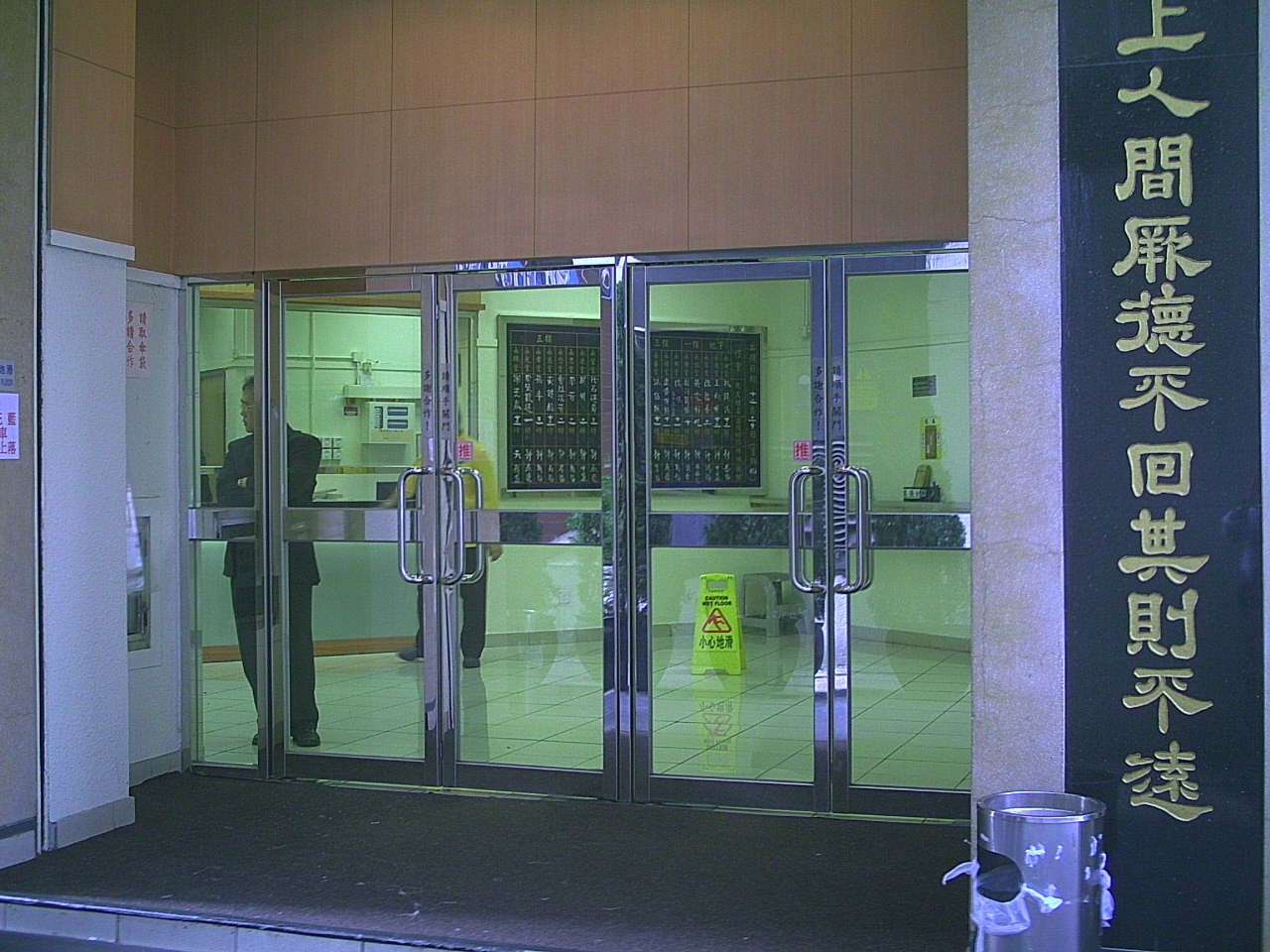
世盛殯儀館接待處

- 寰宇殯儀館（Global Funeral Parlour，2019年3月20日—2029年，東華三院經營）

## 圖片

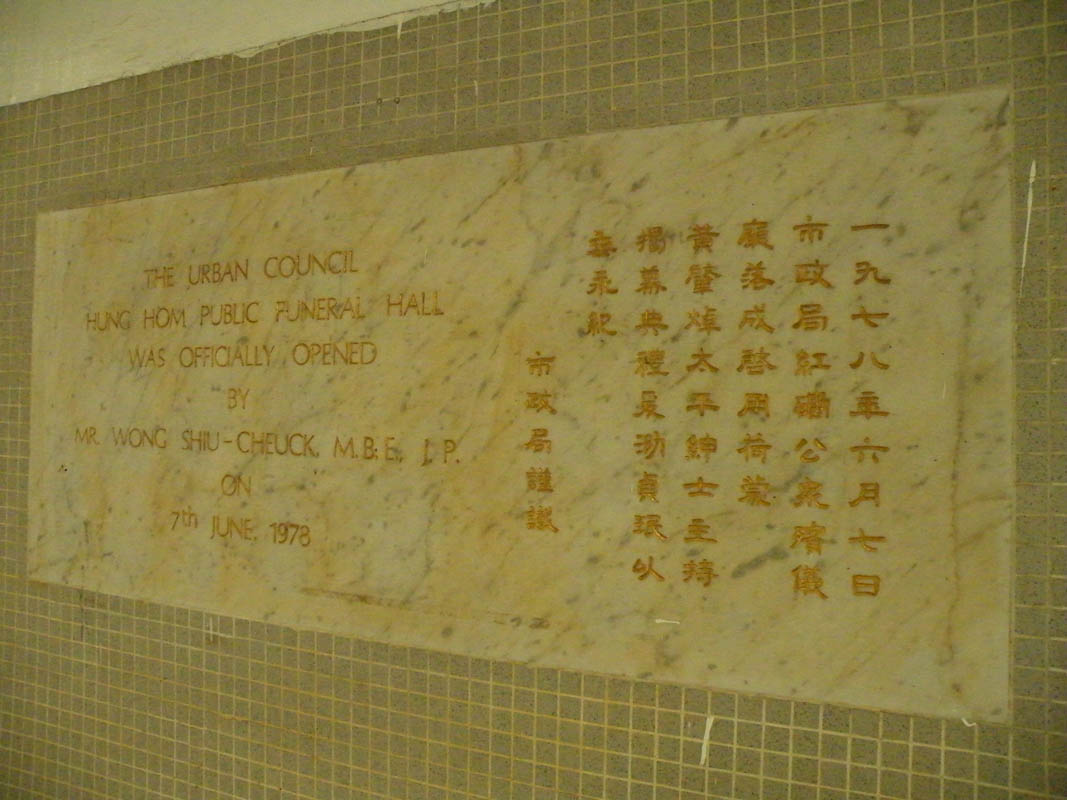
殯儀館的啟用牌匾
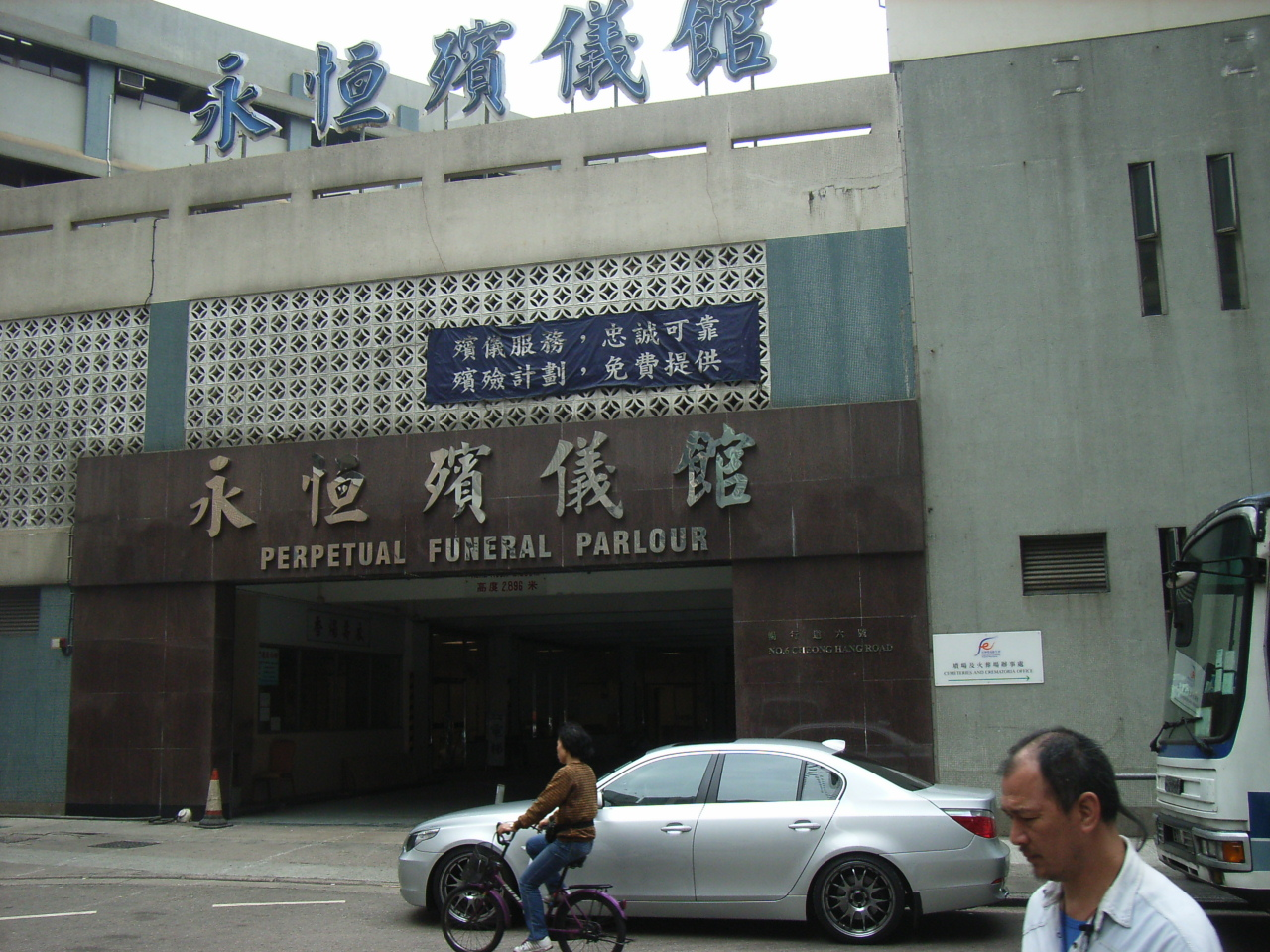
永恆殯儀館營運時的大門
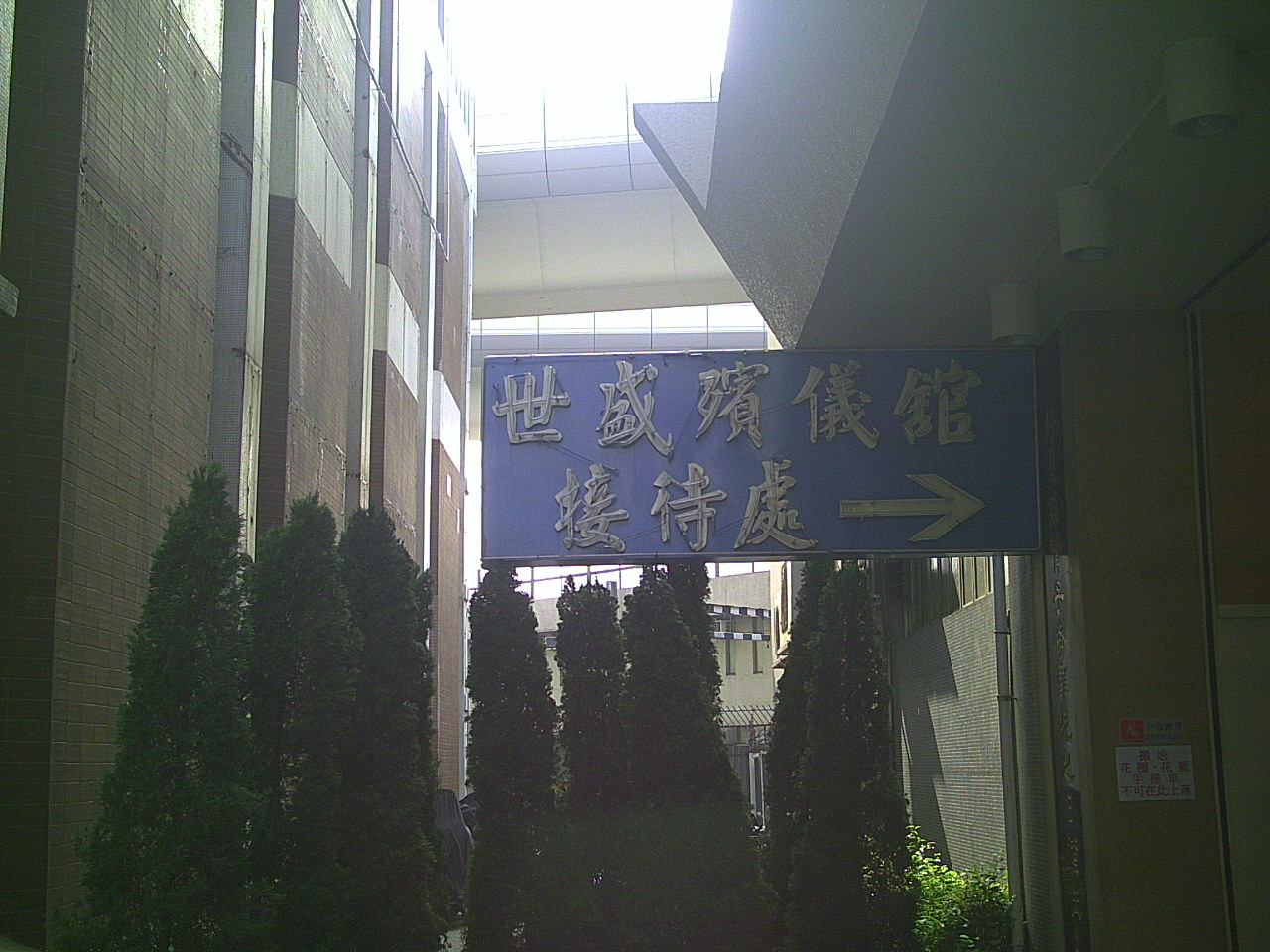
世盛殯儀館接待處招牌

## 外部連結
- 寰宇殯儀館 （页面存档备份，存于）
- 寰宇殯儀館:資訊與交通 （页面存档备份，存于）
- 寰宇殯儀館:花籃與喪禮服務 （页面存档备份，存于）